# 〜Mermaid〜
「〜Mermaid〜」（マーメイド）は、島谷ひとみの18枚目のシングル。2005年6月15日にavex traxよりリリースされた。

## 解説
「〜Mermaid〜」は、心変わりしてしまった恋人をなおも一途に愛し続ける切なさを、教会音楽風の重厚なアレンジで歌う。カップリングの「風の降る空」は、表題曲のアンサーソングになっている。
島谷としては初のCD-EXTRA仕様のシングルであり、本作と同時発売のLIVE DVD『Special Live "crossover"』から「追憶+LOVE LETTER(crossover version)」のライブ映像が収録されている。

## 収録曲
1. 〜Mermaid〜
作詞:六ツ見純代/作曲･編曲:中野雄太
日本テレビ系『@サプリッ!』エンディングテーマ
2. 風の降る空　
作詞:陽花/作曲･編曲:中野雄太
3. 〜Mermaid〜(instrumental)
4. 風の降る空(instrumental)

- CD-EXTRA

1. 追憶+LOVE LETTER(crossover version)